# Isaac Mbenza
Isaac Mbenza (ur. 8 marca 1996 w Saint-Denis) – belgijski piłkarz występujący na pozycji napastnika w belgijskim klubie Royal Charleroi.